# Baldwin Leighton (6e baronnet)
Baldwin Leighton, 6e baronnet (15 janvier 1747 - 13 novembre 1828) est un officier supérieur dans l'armée britannique.

## Biopgraphie

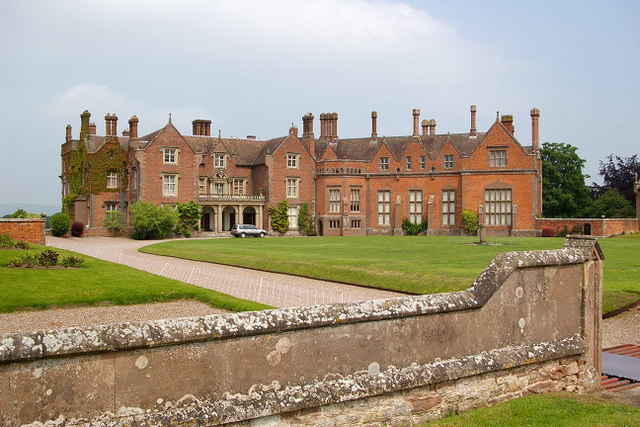
Loton Park, Shropshire

Il est le fils de Baldwin Leighton, le deuxième fils d'Edward Leighton, 2e baronnet. 
Il rejoint l'armée en 1760 en achetant une lieutenance (à l'âge de 13 ans) dans la compagnie du capitaine Jenning, qui cette même année fait partie du 96e régiment et est affecté en Inde. Là, Leighton effectue des tâches de garnison à Fort St George avant de se rendre sur le terrain. Après le Traité de Paris (1763), le régiment revient en Angleterre et est dissous. 
En 1768, il achète une promotion dans le 46e Régiment. En 1775, en tant que capitaine de grenadiers, il est affecté en Amérique du Nord, où il participe à la campagne de New York et du New Jersey à Brooklyn, Long Island, la prise de New York, à York Island, White Plains, l'assaut de Fort Washington et aux actions de Rhode Island et Brandywine. Il est grièvement blessé lors de la Bataille de Monmouth. En 1778, souffrant des effets de la campagne, il retourne en Angleterre pour prendre le commandement d'une société de recrutement. 
En 1787, il achète une place de major dans le régiment et part pour Gibraltar en 1792, où il est promu lieutenant-colonel. L'année suivante, il s'embarque pour les Antilles en tant que lieutenant-colonel du régiment où, lors de nombreuses actions contre les Français, le régiment perd 400 de ses 520 hommes. Il retourne à nouveau en Angleterre et est envoyé au Portugal en tant que brigadier-général. Rentré chez lui en 1802, il est affecté à l'état-major de Newcastle-upon-Tyne et de Sunderland et est maire de Shrewsbury en 1806–07. En 1809, il est envoyé à Jersey, où il est lieutenant-gouverneur pendant l'absence temporaire du général Sir George Don. 
En 1819, il succède à son cousin Robert Leighton, fils de son oncle Charlton Leighton, 4e baronnet, comme baronnet Leighton de Wattlesborough et hérite du siège de famille à Loton Park dans le Shropshire. Il est promu général à part entière dans l'armée en août de la même année. Fait gouverneur de Carrickfergus en 1817, il y décède en 1828. 
Il se marie deux fois; d'abord avec Anne, la fille du révérend William Pigott et en secondes noces en 1802 avec Louisa Margaret Anne, sœur de John Thomas Stanley d'Alderley Park, Cheshire. Avec elle, il a un fils et héritier, Baldwin Leighton (7e baronnet). 